# ELiberatica

eLiberatica este o conferință anuală dedicată Software-ului Liber și Open Source organizată de Romanian Free Software and Open Source Initiative. Scopul evenimentului este să dezvolte și să susțină în România o dezvoltare sănătoasă a sofwareului Liber, Open Source și a Societății Civile Digitale.

## Misiunea evenimentului
eLiberatica este un eveniment dedicat dezvoltării și susținerii unui mediu sănătos și propice Software-ului Liber, Open Source și a unei Societăți Civile Digitale în Romania.  Prezentările și activitățile la eveniment sunt menite să ajute atât participanții locali cât și cei internaționali să împărtășească idei și experiență despre aceste concepte și mișcări.
Prima ediție a evenimentului (ținută în 2007) a fost unică pentru că a adus unii dintre cei mai recunoscuți lideri în domeniul Software-ului Liber și Open Source în România pentru a interacționa cu un grup divers de persoane interesate de Software Liber, Open Source și Societatea Civilă Digitală. Participanții au inclus specialiști în domeniul juridic, birouri naționale ale unor companii multinaționale renumite (ca IBM și Sun Microsystems), companii naționale puternice (ca Agora Media și BitDefender), studenți, persoane din media, reprezentanți ai unor institute de învățământ superior românești precum și profesioniști din domeniul IT.

## Locații
- 2007: Brașov, 18-19 mai
- 2008: București - World Trade Plaza, 30-31 mai
- 2009: București - Universitatea Politehnica din București, 22-23 mai

## Vorbitori
2007
- Brian Behlendorf - Susținător de marcă al mișcării Software-ului Liber și Open Source; Unul din dezvoltatorii originali ai server-ului web Apache
- Michael Widenius - dezvoltator original al DBMS-ului MySQL
- Georg Greve - președintele Free Software Foundation Europe
- Zak Greant - Susținător al mișcării Software-ului Liber și Open Source; Fundația Mozilla
- Jim Willis (Civil Society Activist) - activist al Societății Civile și fost Director pentru eGovernment și Tehnologia Informației al Biroului Secretariatului de Stat din Rhode Island
- Kurt von Finck - angajat al Canonical Ltd, sysadmin al Fundației GNOME, susținător al mișcării free software